# Manuel Frick
Manuel Frick (ur. 16 listopada 1984 w Grabs, Szwajcaria) – liechtensteiński polityk i bankowiec, działacz Postępowej Partii Obywatelskiej, minister spraw społecznych i kultury w rządzie Daniela Rischa w latach 2021-2025.

## Życiorys
Manuel Frick wychował się i uczęszczał do szkoły średniej w Liechtensteinie. Następnie studiował politologię, ekonomię i prawo europejskie na uniwersytetach w Bernie i Bolonii i w 2009 uzyskał licencjat. Rozpoczął karierę zawodową w administracji państwowej, w 2008, w biurze spraw zagranicznych, gdzie pracował do 2017 roku. W latach 2012–2017 był zastępcą przedstawiciela Księstwa przy Radzie Europy w Strasburgu. Od 2017 do 2020 roku odszedł od administracji i był doradcą finansowym w banku w Vaduz. Karierę polityczną rozpoczął już w 2008 roku, kiedy został członkiem zarządu lokalnego oddziału FBP w Balzers. Od 2017 roku był zastępcą radnego rządowego z ramienia Postępowej Partii Obywatelskiej, a od 2020 pełnił funkcję sekretarza stanu w ministerstwie społeczeństwa. 25 marca 2021 roku został ministrem spraw społecznych i kultury w rządzie Daniela Rischa.

## Życie prywatne
Frick jest żonaty, ma jednego syna i wraz z rodziną mieszka w Balzers.